# Jouw Ingebrachte Mentor
Jouw Ingebrachte Mentor oftewel JIM is een vrijwilligersfunctie binnen de jeugdhulpverlening. De JIM is een zelfgekozen hulpverlener. Hij of zij kan de oom, zus, tante of buur zijn van de jongere. De JIM ondersteunt de jongere in het doorbreken van de aanhoudende conflicten thuis, is een vertrouwenspersoon voor de jongere en vertegenwoordiger richting de ouder(s) en zorgprofessionals.
De JIM is iets anders dan een persoonlijke begeleider of een zorgcoördinator, die gewoonlijk worden betaald door de gemeente.